# Jugoistočni admiralitetski jezici
Jugoistočni admiralski jezici /izv. Southeast Islands languages/, skupina od (5) istočnoadmiralska jezika koji se govore u Papui Novoj Gvineji u provinciji Manus. pripadaju joj, viz.: baluan-pam [blq] (1,000; 1982 SIL); lenkau [ler] (250; 1982 SIL); lou [loj] (1,000; 1994 SIL); nauna [ncn] (100; 2000 S. Wurm); i penchal [pek] (550; 1982 SIL).
S manuskim jezicima i jezikom pak-tong [pkg] čine istočnoadmiralsku skupinu jezika.

## Vanjske poveznice
- Ethnologue (14th)
- Ethnologue (15th)